# بيلي س. كلارك
بيلي س. كلارك (بالإنجليزية: Billy C. Clark)‏ هو كاتب وشاعر أمريكي، ولد في 19 ديسمبر 1928، وتوفي في 15 مارس 2009.